# Ectòpia del cristal·lí
L'ectòpia del cristal·lí o luxació del cristal·lí, en medicina, fa referència a la posició anormal del cristal·lí a l'interior de l'ull. El cristal·lí és la lent de l'ull que per mitjà del fenomen de refracció, els raigs de llum penetren al globus ocular convergent sobre la retina i formen la imatge nítida que les persones veuen.
La causa d'aquest trastorn sol ser congènita, és a dir, ja es presenta en el moment del naixement, o adquirida, per exemple per un traumatisme directe sobre l'ull. Quan és congènita, pot ser una manifestació aïllada o associada amb diverses anomalies, com passa en la síndrome de Marfan.
És molt important que les persones amb ectòpia del cristal·lí amb antecedents familiars rebin un diagnòstic precoç i correcte perquè puguin iniciar un tractament adequat i precís.

## Epidemiologia
Pel que fa al predomini entre sexes, el masculí és el més prevalent. Tot i així, les dones també poden desencadenar aquesta patologia. L'edat en la qual es presenta aquesta situació clínica sol ser al moment del naixement. Cal dir que també pot aparèixer al llarg de la vida.
La incidència en la població general no es coneix. L'evidència científica ha demostrat que la població que desencadena aquesta patologia, el 50% dels casos, estan associats a la síndrome de Marfan. A més a més, el 15% dels casos són desencadenats per ectòpia del cristal·lí familiars essencial i el 31% són casos aïllats sense causa coneguda.

## Fisiopatologia
La disfunció o alteració de les fibres del cristal·lí, segons sigui la causa, congènita o traumàtica, és la fisiopatologia de la present patologia. El grau de desplaçament de la lent determina el grau de deteriorament i gravetat.

## Etiologia
Les causes d'aquesta patologia es poden classificar en congènites i adquirides. Pel que fa a la congènita, aquesta està present en el moment del naixement. Les causes adquirides són aquelles desencadenades per una lesió traumàtica ocular.

## Simptomatologia

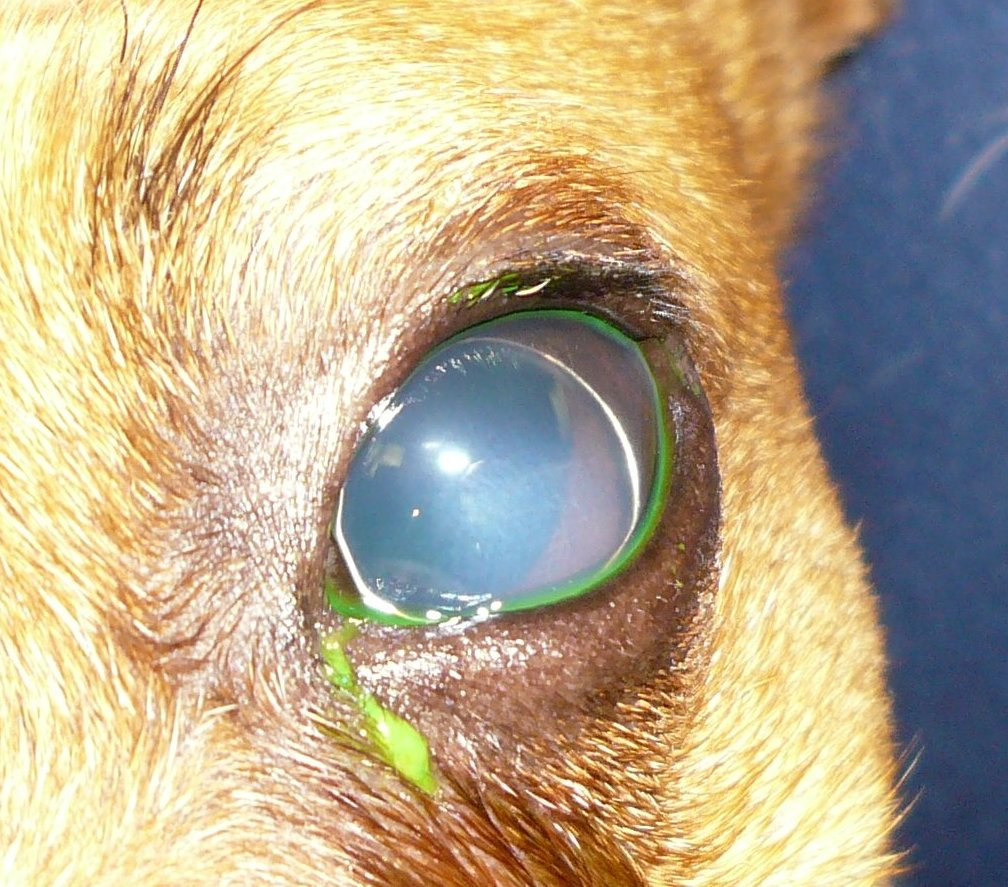
Ectòpia del cristal·lí en un gos

L'ectòpia del cristal·lí provoca la pèrdua d'agudesa visual que pot anar acompanyada d'altres signes i símptomes com despreniment de retina, cataractes i miopia.
Les cataractes fan referència a la disminució de la transparència del cristal·lí. Això, impedeix el pas dels raigs de llum a l'interior de l'ull i, en desencadena una imatge borrosa. Aquesta consisteix en l'opacitat de la lent o de la càpsula del cristal·lí de l'ull, que impedeix el pas dels raigs de llum. S'anomena així a tota pèrdua de transparència del cristal·lí. També és coneguda per facosclerosi.
La miopia fa referència a un enfocament anormal de la llum que entra a l'espai ocular. Això, provoca una visió borrosa dels objectes situats a llarga distància.
El despreniment de retina és una malaltia ocular que es pot desencadenar a qualsevol edat. La retracció del cos vitri pot desencadenar el desprentiment. L'envelliment és un factor important en aquesta patologia cosa que pot desencadenar l'aprimament i deteriorament de la retina.

## Tractament
En el tractament de l'ectòpia del cristal·lí s'inclou la intervenció quirúrgica. Aquesta té tota una sèrie de criteris i indicacions. Aquestes són: agudesa visual no corregible per refracció, cataracta amb disminució d'agudesa visual, bisecció de l'eix visual, diplopia monocular, glaucoma secundari, presència d'uveïtis provocada del cristal·lí, entre d'altres.
Les tècniques quirúrgiques utilitzades són: lensectomia combinada amb vitrectomia, extracció intracapsular del cristal·lí, entre d'altres.